# 第203航空訓練旅 (烏克蘭)
第203弗拉基斯拉夫·里科夫航空訓練旅（烏克蘭語:203 навчальна авіаційна бригада імені Владислава Рикова，簡稱203 НАБр，部隊代號:A4104）是烏克蘭武裝部隊空軍的航空訓練部隊。駐紮於哈爾科夫州楚胡伊夫空軍基地，隸屬於國立伊萬·闊日杜布空軍大學，裝備L-39信天翁教練機、An-26、Mi-2、Mi-8等機型。

## 歷史
1992年蘇聯解體後，第810航空訓練團宣誓效忠烏克蘭，並編入烏克蘭空軍。
1995年12月，第810航空訓練團改編為第20航空訓練基地，下轄訓練團、通信營、無線電技術支援單位及機場技術支援營。2004年8月，升格為第203航空訓練旅，並於同年9月劃歸伊萬·科日杜布國立空軍大學管轄。
2013年秋季，該旅接收了L-39信天翁教練機、An-26、Mi-2、Mi-8等機型進行飛行訓練
2014年，該旅共計接收11架L-39M/M1/S訓練機、2架An-26Sh、2架Mi-8T和1架An-26。同年，該旅參與頓巴斯戰爭，葉夫根·奧列克桑德羅維奇·舒庫拉特和根納季·瓦倫蒂諾維奇·杜博維克因英勇作戰獲頒三級勇氣勳章
2016年夏天，該旅接收一架維修後的An-26運輸機。
2018年12月1日，該旅獲得兩架翻修後的L-39S訓練機。
2019年3月20日，該旅獲得一架An-26Sh和兩架Mi-2MSB多用途直升機。同年3月28日，一架Mi-2直升機在例行訓練任務中墜毀，但事故未造成人員傷亡，機體僅輕微受損。7月28日，伊萬·科日杜布國立空軍大學學員奧列克西·比琴科駕駛L-39C單飛時發生發動機故障墜毀，飛行員彈射成功
2020年9月25日，一架An-26Sh墜毀，造成26人罹難（包括7名機組人員及19名學員），僅1名學員生還。同年12月22日，旅長維亞切斯拉夫·格拉祖諾夫和飛行指揮官奧列克桑德爾·朱克分別因疏忽和違反飛行準備與規則遭到拘留。
2021年12月6日，該旅接收一架L-39信天翁>訓練機。
2024年9月1日，該旅的一架Mi-2直升機墜毀，造成兩人死亡。
2024年12月5日，烏克蘭總統弗拉基米爾·澤連斯基授予該旅「弗拉基斯拉夫·里科夫」榮譽稱號，其正式名稱為：「烏克蘭空軍第203弗拉基斯拉夫·里科夫航空訓練旅」。
.

## 指揮官
- 塞爾希·巴別科上校（2012年7月–12月）
- 根納季·杜博維克上校（2012年12月–2014年9月）
- 維亞切斯拉夫·格拉祖諾夫上校（2014年9月–2021年12月）
- 安德烈·特瓦爾科夫斯基上校（2021年12月至今）